# Strucchi
Les strucchi (le nom et l'orthographe sont variables selon les régions du Frioul et de la Vénétie julienne, appelés aussi struchi, strucoli, struccoletti, struki) sont des confiseries typiques du Frioul-Vénétie Julienne, en forme de chaussons et faits avec la même garniture que la gubana. Ils sont originaires de la région des vallées du Natisone dans la province d'Udine, et considérés, avec la gubana, comme un dessert typique de ces régions,,,.

## Étymologie
L'étymologie du nom est incertaine, même si le strudel aux pommes (Apfelstrudel) est appelé dans la cuisine de Trieste « strucolo de pomi », et donc le mot pourrait désigner un gâteau avec une garniture. En Slovénie, il existe un dessert avec un nom similaire, struklji ou struki, mais il ne se présente pas en chausson mais en rouleau de pâte.

## Préparation
Ils peuvent être frits ou cuits au four,. S'ils sont frits, leur pâte externe est une pâte brisée avec laquelle on fait une sorte de ravioli au centre de laquelle on étale la garniture. Dans le cas où ils sont cuits au four, la pâte externe est faite avec des pommes de terre et ils sont recouverts d'une sauce constituée de beurre fondu, de sucre et de cannelle. La garniture des strucchi cuits et frits est variable, mais comprend généralement des noix, des noisettes, des pignons de pin, des raisins secs, du zeste de citron, du sucre et de la grappa.